# Osella FA1H
Der Osella FA1H war ein kurzlebiger Formel-1-Rennwagen des italienischen Rennstalls Osella Squadra Corse, der 1986 zu zwei Rennen gemeldet wurde. Das Auto war eine Weiterentwicklung des 1985 vorgestellten Osella FA1G, der seinerseits auf einer Konstruktion von Alfa Romeo aus dem Jahr 1983 beruhte. Der FA1H wurde bei seinem zweiten Einsatz in einem schweren Unfall erheblich beschädigt und nicht wieder aufgebaut. Sein Nachfolger war der Osella FA1I, der wesentliche Konstruktionsmerkmale des FA1H übernahm, aber erst in der Formel-1-Saison 1987 erschien.

## Hintergrund
Die Entwicklung des FA1H begann im Dezember 1985. Sie ist im Lichte von Enzo Osellas Bemühungen zu sehen, in der Saison 1986 Alfa Romeos alten Achtzylindermotor durch eine neue, konkurrenzfähigere Konstruktion zu ersetzen. Osella verhandelte zum Jahreswechsel 1985/1986 mit Motori Moderni über den Bezug der Sechszylinder-Turbomotoren, die im zurückliegenden Jahr von Carlo Chiti für Minardi entwickelt worden waren. Der FA1H war daher anfänglich auf diese Motoren ausgelegt. Letztlich kam die Verbindung zu Motori Moderni allerdings nicht zustande, sodass Osella weiterhin Alfas Achtzylindermotoren einsetzen musste. Das Scheitern der Bemühungen um den Motori-Moderni-Sechszylinder machte eine Anpassung des FA1H an den Alfa-Motor erforderlich, die das Erscheinen des neuen Autos erheblich verzögerte.

## Technik
Der FA1H wurde maßgeblich von Giuseppe Petrotta entwickelt. Das Auto verwendete ein Monocoque, das im Wesentlichen denen der Vorgängermodelle FA1F und FA1G entsprach. Neuerungen betrafen die Aufhängung – statt der bisherigen Schubstreben verwendete der FA1H nunmehr Zugstreben an der Hinterachse – und die Gewichtsverteilung, die durch eine Verlängerung des Radstands um weitere 30 Millimeter optimiert wurde. Auf beiden Seitenkästen fanden sich kleine Einlassöffnungen für die Kühlung des Turboladers. Schließlich wurde das Tankvolumen auf 195 Liter verkleinert. Dadurch konnte die Motorabdeckung niedriger gestaltet werden, sodass der Heckflügel besser angeströmt wurde. Osella fehlten nach wie vor die finanziellen Mittel für Windkanaltests; die Aerodynamik beruhte daher wie schon beim Vorgängermodell auf der Inspiration Petrottas.
Angetrieben wurde der FA1H entgegen den ursprünglichen Planungen von Alfa Romeos 890T-Motor.

## Renneinsätze
Nach einem kurzen Test in Misano wurde der FA1H anlässlich des Großen Preises von San Marino in der Boxengasse von Imola vorgestellt; er war zu dieser Zeit aber noch nicht einsatzbereit. Nach dem Großen Preis von Belgien war er rennfertig; zu den folgenden Großen Preisen in Nordamerika verließ sich Osella allerdings noch einmal auf den bekannten FA1G, sodass der FA1H erstmals zum Großen Preis von Frankreich im Juli 1986 gemeldet wurde.
Fahrer war hier Piercarlo Ghinzani, der sich für den 25. Startplatz qualifizierte. Im Rennen schied er früh nach einem Unfall mit dem Minardi-Piloten Alessandro Nannini aus.
Beim folgenden Großen Preis von Großbritannien erhielt Osellas zweiter Fahrer Allen Berg den FA1H. Kurz nach dem Start kam es zu einer Massenkarambolage, an der neben Thierry Boutsen und Jacques Laffite auch beide Osella-Piloten beteiligt waren. Der FA1H wurde bei diesem Unfall irreparabel beschädigt. Das Team baute in der verbleibenden Jahreshälfte kein neues Chassis nach dem Muster des FA1H auf, sondern bestritt die letzten Rennen mit den alten Modellen FA1F und FA1G.

## Rennergebnisse
| Fahrer               | Nr.                  | 1 | 2 | 3 | 4 | 5 | 6 | 7 | 8   | 9   | 10 | 11 | 12 | 13 | 14 | 15 | 16 | Punkte | Rang |
| -------------------- | -------------------- | - | - | - | - | - | - | - | --- | --- | -- | -- | -- | -- | -- | -- | -- | ------ | ---- |
| Formel-1-Saison 1986 | Formel-1-Saison 1986 |   |   |   |   |   |   |   |     |     |    |    |    |    |    |    |    | 0      | –    |
| P.Ghinzani           | 21                   |   |   |   |   |   |   |   | DNF |     |    |    |    |    |    |    |    | 0      | –    |
| A. Berg              | 22                   |   |   |   |   |   |   |   |     | DNF |    |    |    |    |    |    |    | 0      | –    |